# Незабравимо
„Незабравимо“ (на английски: Unforgettable) е американски трилър/драма от 2017 г., на режисьора Денис Де Нови (в режисьорския си дебют), по сценарий на Кристина Ходсън. Във филма участват Катрин Хайгъл, Розарио Доусън, Джоф Стълтс, Изабела Райс и Шерил Лад.
Снимките започват на 17 август 2015 г. в Лос Анджелис. Филмът е пуснат на 21 април 2017 г. от „Уорнър Брос Пикчърс“.